# Joaquina Pereira de Padilla
Joaquina Pereira de Padilla (Boquete, Panamá, 10 de octubre de 1927 — Ciudad de Panamá, Panamá, 6 de diciembre de 2009) fue una educadora y escritora panameña especializada en literatura infantil.  

## Biografía
Cursó estudios de educación primaria en la Escuela Normal Juan Demóstenes Arosemena.  Se graduó de licenciada en Filosofía, Letras y Español de la Universidad de Panamá y obtuvo un doctorado en Filología Románica, Investigadora Lingüística y Literatura Infantil en la Universidad Complutense de Madrid, España.
Fue presidenta del Círculo Lingüístico Ricardo J. Alfaro, de la Sociedad Andrés Bello y Secretaria de Actas de la Sociedad Bolivariana de Panamá. Editora y autora de obras de Investigación Lingüística y de Literatura Infantil.

## Obras
- 1974: El léxico de la región occidental de Panamá
- 1978: Repertorio de adivinanzas conocidas en Panamá
- 1983: Aproximación a la obra de Reina Torres de Araúz
- 1992: Panamá y la cultura del maíz
- 1992: La educación en la región del Barú
- 1995: Fábulas panameñas
- 1995: Cuentos del tío conejo
- 1995: Los apuros del conejito
- 1995: Tío conejo y tío gallo
- 1996: Antología del agua y las plantas
- 1996: Cuentos de camino
- 1996: Adivinanzas viejas para gente nueva
- 2000: Los cuentos de la ochila
- 2003: Alita y otros cuentos

## Reconocimientos
- Orden Manuel José Hurtado
- Orden de Andrés Bello en Primera Clase (Banda de honor).